# Grube Maffei
Die Grube Maffei ist ein 1904–1905 im Süden von Auerbach in der Oberpfalz gebaute Doppelschachtanlage. Diese Anlage erschloss das Grubenfeld Nitzelbuch im Süden von Auerbach. Benannt ist sie nach Hugo Ritter von Maffei, dem Aufsichtsratsvorsitzenden der Maxhütte von 1882 bis 1921.

## Schächte
Der Schacht I war für die Erzförderung vorgesehen und erreichte eine Teufe von 115 Metern.
Der Schacht II als Material- und Personenfahrschacht erreichte eine Teufe von 109 Metern.
1908 erreichten beide Schächte ihre Endteufe von 137 Metern.

## Abbau
Von Beginn an war die Grube sehr wassernötig, in dem stark klüftigen und von Karstschloten durchzogenen Gebirge kam es immer wieder zu Wassereinbrüchen.
Abgebaut wurde im versatzlosen Teilsohlenbruchbau unter Hereingewinnung der Schweben, die Bauhöhen betrugen durchschnittlich sieben Meter.

## Sonstiges
1925 wurde die bis dahin mit Dampfkraft betriebene Förderung eingestellt und die Grube elektrifiziert, auch die Wasserhaltung wurde vergrößert.
Dennoch erfolgte 1927 ein gewaltiger Wassereinbruch, der die Grube binnen weniger Stunden absaufen ließ.
Über Personenschäden ist in diesem Zusammenhang nichts bekannt.
Das Sümpfen der Grube beanspruchte 5 Wochen.
Die Erzabfuhr bewerkstelligte von 1903 bis 1975 eine Drahtseilbahn von der Doppelschachtanlage zum Bahnhof Auerbach.
Nachdem 1970 mit dem Abteufen und Bau der Schachtanlage Leonie IV und mit deren Inbetriebnahme 1977 die Voraussetzungen für die Weiterführung des modernen Bergbaues gegeben waren, wurde die Grube Nitzlbuch mit ihrer Doppelschachtanlage am 29. Juli 1978 stillgelegt.
In der Betriebszeit wurden 16 Millionen Tonnen Eisenerz – vorwiegend Braunerz und Weißerz – gefördert.
Die Grube Nitzlbuch – so der offizielle Name – war somit die bedeutendste Eisenerzgrube Bayerns.
Die beiden Fördergerüste stehen heute als älteste Stahlfördergerüste Bayerns unter Denkmalschutz, die Schächte sind heute verfüllt. In den verbliebenen Tagesanlagen unterhält der Verein Maffeischächte ein kleines Bergbaumuseum.